# Sergej Alexandrovič Morozov
Sergej Alexandrovič Morozov (1905, Semej – 1983, Moskva) byl ruský umělecký kritik, historik a teoretik fotografie, novinář, redaktor, spisovatel, fotograf, autor teoretických a biografických knih, včetně knihy Kreativní fotografie. Zasloužilý pracovník kultury RSFSR.

## Životopis
Narodil se v roce 1905 v Semipalatinsku. V tisku se začal objevovat v roce 1925, v roce 1930 absolvoval Vyšší státní literární kurzy v Moskvě. Několik desetiletí pracoval v moskevských novinách a časopisech, včetně literárního oddělení deníku Pravda, pracoval také jako redaktor v agentuře Sojuzfoto. Během Velké vlastenecké války se jako redaktor nakladatelství Mladá garda zabýval vydáváním vojenské literatury pro mládež. Morozov vydal několik knih o fotografii, z nichž nejvýznamnější byla vydána posmrtně (v roce 1985) Tvůrčí fotografie. Stala se zobecněním mnohaletých autorových prací o historii a teorii kreativní fotografie. Mezi další Morozovova díla patří biografie Sergeje Prokofjeva (1967) a Johanna Sebastiana Bacha (1975), které vydalo nakladatelství Mladá garda v edici Životy pozoruhodných osobností (ŽZL).